# Alfonso Martínez
Alfonso Martínez Gómez (Saragoça, 24 de janeiro de 1937 - Barcelona, 17 de abril de 2011) foi um basquetebolista espanhol que jogou entre os anos 50, 60 e 70. Media 1,94m de altura e jogava na posição de pivô. Com uma forte personalidade e uma grande capacidade tanto como pontuador, tanto como reboteador, foi considerado um dos melhores basquetebolistas da Espanha em sua época.
Desenvolveu uma longa carreira desportiva repleta de sucessos ao longo das 19 temporadas consecutivas que jogou na Liga espanhola; fato que, ademais, supôs um recorde de longevidade só superado por Joan Creus.
Jogou nas melhores equipes da Espanha sendo sempre acompanhado pelo sucesso. Ao longo de sua carreira ganhou quatro ligas espanholas, e ademais, converteu-se no único jogador que a ganhou com três equipes distintas FC Barcelona, Real Madri e Clube Joventut de Badalona.
Martínez foi indiscutível também à serviço da Seleção Espanhola de sua geração. Não em vão disputou um total de 146 partidas internacionais. Participou nos Jogos Olímpicos de Roma 1960 e nos Jogos Olímpicos de México 1968, no Mundial no Chile de 1966 e em cinco Europeus: 1959, 1961, 1963, 1967 e 1969. No Eurobasket de 1967 foi o máximo reboteador.
Quando aposentou-se como jogador, iniciou carreira de treinador a frente do  Clube Basquete Valladolid e do Bàsquet Manresa.
Seus irmãos, José Luis e Miguel Ángel também jogaram ao basquete.

## Títulos
- 4 Ligas espanholas: 1957 e 1958 com o Real Madri, 1959 com o FC Barcelona e 1967 com o Clube Joventut de Badalona.
- 4 Copas de Espanha: 1957 (Real Madri), 1959 (FC Barcelona), 1964 (Picadero) e 1969 (Clube Joventut de Badalona).

## Considerações pessoais;
- Três vezes cestinha da liga espanhola: 1957, 1958 e 1967.

## Ligações Externas
- sports-reference.com Estatísticas do jogador nos Jogos Olímpicos

- Este artigo foi inicialmente traduzido, total ou parcialmente, do artigo da Wikipédia em castelhano cujo título é «Alfonso Martínez».  -  Portal do basquetebol
  -  Portal da Espanha